# Oula Palve
Oula Pietari Palve, född 19 februari 1992 i Keuru, är en finländsk professionell ishockeyspelare som spelar för HC Ajoie i NL. Efter att ha påbörjat sin ishockeykarriär i moderklubben Palokan Kiekko, flyttade han till JYP där han under flera säsonger spelade för klubbens ungdoms- och juniorlag, samt samarbetsklubben JYP-Akatemia i Mestis. Under denna period spelade han också ett fåtal matcher för JYP i Liiga. Mellan 2014 och 2016 spelade han för Jukurit och tog två guld och ett silver i Mestis. Under sin sista säsong i klubben, 2015/16, vann han grundseriens poängliga och utsågs såväl till seriens bästa forward som seriens bästa spelare.
Mellan 2016 och 2019 spelade Palve i Liiga. Han spelade nästan två hela säsonger för HPK och lite mer än en hel säsong för HC TPS. I april 2019 skrev han ett NHL-avtal med Pittsburgh Penguins, men tillbringade istället säsongen 2019/20 i AHL med Wilkes-Barre/Scranton Penguins och Texas Stars. Mellan säsongerna 2020/21 och 2022/23 spelade Palve i Sverige, främst för Brynäs IF, men också under en kort sejour för Linköping HC. Efter att Brynäs degraderats till Hockeyallsvenskan 2023 lämnade han Sverige för spel med Ilves där han 2024 tilldelades han Veli-Pekka Ketola trophy som poängligavinnare i Liigas grundserie. Sedan april 2024 tillhör han HC Ajoie; den följande säsongen spelade han också för Genève-Servette HC.
Palve har spelat fyra A-landskamper för Finland. Han gjorde A-landslagsdebut i november 2018.

## Karriär

### Klubblag

#### 2007–2016: Juniorår och Mestis
Palves moderklubb är Palokan Kiekko. Han flyttade senare till JYP som junior, där han tog silver i B-juniorernas I-division med JYP U18 säsongen 2009/10. Med JYP:s U20-lag vann han mästerskapet säsongen därpå. I grundserien var han lagets främste målskytt och vann också lagets interna poängliga. På 32 matcher stod han för 40 poäng, varav 18 mål. Tidigare, i september 2010, hade han utsett till månadens spelare i ligan. Även i slutspelet var Palve lagets poängmässigt bästa spelare och var också den spelare som gjorde flest assistpoäng i laget. På nio matcher noterades han för 13 poäng, varav fyra mål. Under denna säsong gjorde Palve också debut i Mestis då han spelade för JYP-Akatemia (då under namnet D Team), samt Suomi U20. Totalt spelade han 19 matcher där han stod noterad för tre poäng (två mål, en assist).
I maj 2011 meddelades det att Palve undertecknat ett avtal med JYP Akatemia för kommande säsong. Med 19 poäng på 44 grundseriematcher lyckades han vinna lagets interna poängliga och var också den spelare i laget som gjorde flest mål (tolv mål, sju assist). I november 2011 utsågs han till månadens junior i Mestis. I maj 2012 förlängde Palve sitt avtal med JYP Akatemia med ytterligare en säsong.
Palve spelade 40 grundseriematcher för JYP Akatemia och vann för andra säsongen i följd lagets interna poängliga. Han noterades för 36 poäng, varav 13 mål. Den 28 december 2012 gjorde han debut i Liiga. Han spelade i lagets andrakedja tillsammans med Éric Perrin och Petr Hubáček. Han gick poänglös ur matchen och hade en istid på 10:49. Han spelade sedan ytterligare två matcher för JYP, dock utan att göra några poäng. Han avslutade säsongen med spel för JYP J20, där han i slutspelet var lagets poängmässigt främsta spelare. Han snittade en poäng per match noterades för tre mål och tre assistpoäng.
Den 14 februari 2013 förlängde Palve sitt avtal med JYP med ytterligare en säsong. Säsongen 2013/14 var Palve tvåa i JYP Akatemias interna poängliga, bakom Riku Pitkänen, då han värvades av Jukurit i februari 2014, med ett avtal som sträckte sig fram till våren 2015. Avtalet innehöll också en option på ytterligare en säsong. Dessförinnan hade han spelat ytterligare en match i Liiga för JYP. Säsongen avslutades med att han tog ett silver i Mestis med Jukurit. I slutspelet stod han för tio poäng på 19 matcher, varav ett mål. Den 21 maj 2014 bekräftades det att Palve och Jukurit nyttjat optionen om ytterligare en säsong i klubben. Under sin andra säsong med Jukurit utsågs Palve i november 2014 till månadens spelare i serien. Han vann lagets interna poängliga i grundserien och slutade på andra plats i hela seriens poängliga, bakom KooKoos Juuso Rajala. Palve hade ett poängsnitt som var över en poäng per match. På 49 matcher stod han för 52 poäng, varav 20 mål. Palve hade också seriens bästa plus/minus-statistik (+28) och tilldelades Jari Hirsimäki-priset. I slutet av säsongen vann laget Mestismästerskapet.
Den 7 maj 2015 förlängde han sitt avtal med Jukurit med ytterligare en säsong. Inför säsongen 2015/16 utsågs Palve till en av de assisterande lagkaptenerna för Jukurit. Han gjorde sin poängmässigt bästa säsong i Mestis och noterades för 71 poäng på 43 matcher (32 mål, 39 assist). Med denna notering tangerade han Tero Forsells poängrekord för en säsong, som sattes 2006–07. Då han vann poängligan tilldelades han Jouni Rinne-priset, och då han vann skytteligan tilldelades han Kai Nurminen-priset. Tillsammans med tre andra spelare var han också en av de som gjorde flest mål i numerärt underläge under säsongen (3). I januari 2016 utsågs han till månadens spelare efter att han bland annat noterats för 18 poäng på nio matcher (tio mål, åtta assist). Jukurit vann därefter Mestismästerskapet för andra säsongen i följd. I slutet av säsongen emottog han Golden Puck, som går till seriens bästa spelare. Han utsågs till seriens bästa anfallare och fick därför Mika Helkearo-priset. Dessutom blev han uttagen till Mestis All Star-lag.

#### 2016–2023: Liiga, AHL och SHL
Den 29 april 2016 bekräftades det att Palve skrivit ett tvåårskontrakt med HPK i Liiga. I grundseriens fjärde omgång, den 27 september samma år, gjorde Palve sitt första Liigamål, i en match mot Lukko. I sin debutsäsong i Liiga stod Palve för 22 poäng på 53 grundseriematcher (5 mål, 17 assist), samt två assistpoäng på sju slutspelsmatcher.
Säsongen 2017/18 ledde Palve HPK:s interna poängliga med 44 poäng på 50 matcher, varav 13 mål. Han spelade också Spengler Cup med laget, tills HPK i februari 2018 avslutade Palvees kontrakt av ekonomiska skäl. Palve bytte klubb till HC TPS, med vilka han skrev ett kontrakt som skulle sträcka sig fram till våren 2020. Med TPS hann han göra sex poäng på fem grundseriematcher. Totalt stod han för 50 poäng i grundserien och hamnade på sjunde plats i Liigas poängliga. I det efterföljande slutspelet var han lagets poängmässigt bästa spelare med tolv poäng på elva matcher (fyra mål, åtta assist). Han gjorde sitt första slutspelsmål i Liiga i den tredje semifinalmatchen den 24 mars 2018, mot SaiPa. I matchen som slutade i en 7-0-seger för TPS gjorde Palve också fyra assists och fick totalt fem poäng.
I den fjärde omgången av säsongen 2018/19 gjorde Palve sitt första hattrick i Liiga mot KooKoo, den 20 september 2018. Han gjorde sin poängmässigt bästa grundserie i Liiga då han på 53 grundseriematcher noterades för 51 poäng (16 mål, 35 assist), vilket gav honom en sjätte plats i den totala poängligan. I slutspelet stod han sedan för fyra poäng, varav ett mål, på fem matcher.
Den 20 april 2019 bekräftades det att Palve skrivit ett ettårigt tvåvägsavtal med Pittsburgh Penguins i NHL. I slutet av höstens träningsläger skickades Palve till Penguins farmarlag i AHL, Wilkes-Barre/Scranton Penguins. Den 5 oktober 2019 spelade han sin första AHL-match, mot Hershey Bears. Den 30 november samma år gjorde han sitt första AHL-mål, på Jakub Škarek, i en 5–2-seger mot Bridgeport Sound Tigers. Den 17 januari 2020 meddelade Penguins att Palve blivit bortbytt till Dallas Stars mot John Nyberg. På 37 matcher för Penguins i AHL stod han för åtta poäng, varav ett mål. I Stars blev han omgående nedskickad till farmarlaget Texas Stars i AHL, där han på 23 matcher stod för två mål och tre assist.
Den 28 april 2020 meddelades det att Palve återvänt till Europa och skrivit ett tvåårsavtal med Linköping HC i SHL. Med Linköping spelade han 31 matcher där han noterades för tolv poäng, innan han i januari 2021 lånades ut för återstoden av säsongen till seriekonkurrenten Brynäs IF. I Brynäs spelade Palve 25 grundseriematcher och stod för sju mål och lika många assistpoäng. Han hjälpte också klubben att säkra nytt SHL-avtal bland annat genom att avgöra till Brynäs fördel i play out-serien mot HV71. Efter säsongens slut meddelade Linköping HC den 25 maj 2021 att man i samförstånd sagt upp avtalet med Palve. Månaden därpå, den 17 juni, bekräftade Brynäs IF att man skrivit ett ettårskontrakt med Palve. Under den följande säsongen, den 19 januari 2022, förlängde Palve sitt avtal med Brynäs med ytterligare två säsonger. Han vann den interna poäng- och assistligan i Brynäs då han på 50 matcher noterades för 35 poäng, varav 24 assist.
Palve missade endast en match av grundserien 2022/23. På 51 matcher stod han för 19 poäng (sju mål, tolv assist), vilket var han poängmässigt sämsta i SHL. Brynäs, som slutade näst sist i grundserien, tvingades till kvalspel mot jumbon Malmö Redhawks. Brynäs förlorade denna matchserie med 4–1 och klubben degraderades därmed för första gången någonsin till Hockeyallsvenskan. På dessa fem matcher stod Palve för ett mål.

#### Från 2023: Ilves och HC Ajoie
Den 8 maj 2023 bekräftades det att Palve lämnat Sverige och återvänt till Finland där han skrivit ett ettårsavtal, med option på ytterligare ett år, med Ilves. I en match mot Tappara den 26 januari 2024 noterades Palve för ett hat trick. Med 64 poäng på 60 matcher i grundserien (20 mål, 44 assist) tilldelades Palve Veli-Pekka Ketola trophy då han vunnit Liigas poängliga. Laget slutade på andra plats i grundserien, trots detta slogs man ut i det efterföljande slutspelet i kvartsfinal av Kalevan Pallo med 4–1 i matcher.
Den 8 april 2024 bekräftades det att Palve lämnat Finland för spel med den schweiziska klubben HC Ajoie i NL. Palve gjorde sitt första mål i serien i sin NL-debut, på Reto Berra, den 17 september 2024, i en 4–1-förlust mot Fribourg-Gottéron. Ajoie, som i november samma år låg sist i grundserien, lånade i samma månad ut Palve till seriekonkurrenten Genève-Servette HC under en månad. Palve hade vid denna tidpunkt noterats för nio poäng på 18 spelade matcher. I slutet av december 2024 spelade Palve också fyra matcher för HC Davos i Spengler Cup. Han återvände till Ajoie i början av 2025 och spelade totalt 32 grundseriematcher för klubben. På dessa stod han för 2 mål och 17 assistpoäng. Laget slutade sist i grundserien men behöll sin plats i NL efter kvalspel.

### Landslag
Palve har spelat fyra matcher för det finska landslaget och gjort ett mål. Han debuterade i A-landslaget under Karjala Tournament den 8 november 2018 i en match mot Ryssland. Han gjorde sitt första A-landslagsmål i Channel One Cup den 15 december samma år i en 3–2-seger mot Sverige.

## Statistik
| 2010–11       | JYP-Akatemia       | Mestis        | 13  | 1   | 0   | 1   | 0   | —  | —  | —  | —  | —  |
| 2010–11       | Suomi U20          | Mestis        | 6   | 1   | 1   | 2   | 4   | —  | —  | —  | —  | —  |
| 2011–12       | JYP-Akatemia       | Mestis        | 44  | 12  | 7   | 19  | 8   | —  | —  | —  | —  | —  |
| 2012–13       | JYP-Akatemia       | Mestis        | 40  | 13  | 23  | 36  | 24  | —  | —  | —  | —  | —  |
| 2012–13       | JYP                | Liiga         | 3   | 0   | 0   | 0   | 0   | —  | —  | —  | —  | —  |
| 2013–14       | JYP-Akatemia       | Mestis        | 43  | 10  | 17  | 27  | 24  | —  | —  | —  | —  | —  |
| 2013–14       | JYP                | Liiga         | 1   | 0   | 0   | 0   | 0   | —  | —  | —  | —  | —  |
| 2013–14       | Jukurit            | Mestis        | 7   | 2   | 3   | 5   | 2   | —  | —  | —  | —  | —  |
| 2014–15       | Jukurit            | Mestis        | 49  | 20  | 32  | 52  | 12  | 13 | 4  | 7  | 11 | 14 |
| 2015–16       | Jukurit            | Mestis        | 43  | 32  | 39  | 71  | 22  | 16 | 6  | 8  | 14 | 4  |
| 2016–17       | HPK                | Liiga         | 53  | 5   | 17  | 22  | 28  | 7  | 0  | 2  | 2  | 8  |
| 2017–18       | HPK                | Liiga         | 50  | 13  | 31  | 44  | 65  | —  | —  | —  | —  | —  |
| 2017–18       | HC TPS             | Liiga         | 5   | 1   | 5   | 6   | 2   | 11 | 4  | 8  | 12 | 6  |
| 2018–19       | HC TPS             | Liiga         | 53  | 16  | 35  | 51  | 79  | 5  | 1  | 3  | 4  | 2  |
| 2019–20       | WBS Penguins       | AHL           | 37  | 1   | 7   | 8   | 22  | —  | —  | —  | —  | —  |
| 2019–20       | Texas Stars        | AHL           | 23  | 2   | 3   | 5   | 23  | —  | —  | —  | —  | —  |
| 2020–21       | Linköping HC       | SHL           | 31  | 3   | 9   | 12  | 22  | —  | —  | —  | —  | —  |
| 2020–21       | Brynäs IF          | SHL           | 25  | 7   | 7   | 14  | 12  | 5  | 2  | 1  | 3  | 2  |
| 2021–22       | Brynäs IF          | SHL           | 50  | 11  | 24  | 35  | 18  | 3  | 0  | 1  | 1  | 4  |
| 2022–23       | Brynäs IF          | SHL           | 51  | 7   | 12  | 19  | 16  | 5  | 1  | 0  | 1  | 4  |
| 2023–24       | Ilves              | Liiga         | 60  | 20  | 44  | 64  | 63  | 5  | 0  | 2  | 2  | 2  |
| 2024–25       | HC Ajoie           | NL            | 32  | 2   | 17  | 19  | 10  | 8  | 1  | 7  | 8  | 2  |
| 2024–25       | Genève-Servette HC | NL            | 9   | 1   | 5   | 6   | 8   | —  | —  | —  | —  | —  |
| Mestis totalt | Mestis totalt      | Mestis totalt | 305 | 111 | 166 | 277 | 159 | 53 | 11 | 26 | 37 | 26 |
| Liiga totalt  | Liiga totalt       | Liiga totalt  | 165 | 35  | 88  | 123 | 174 | 23 | 5  | 13 | 18 | 16 |
| SHL totalt    | SHL totalt         | SHL totalt    | 157 | 28  | 52  | 80  | 68  | 13 | 3  | 2  | 5  | 10 |
| AHL totalt    | AHL totalt         | AHL totalt    | 60  | 3   | 10  | 13  | 45  | —  | —  | —  | —  | —  |